# Nicasius Rousseel

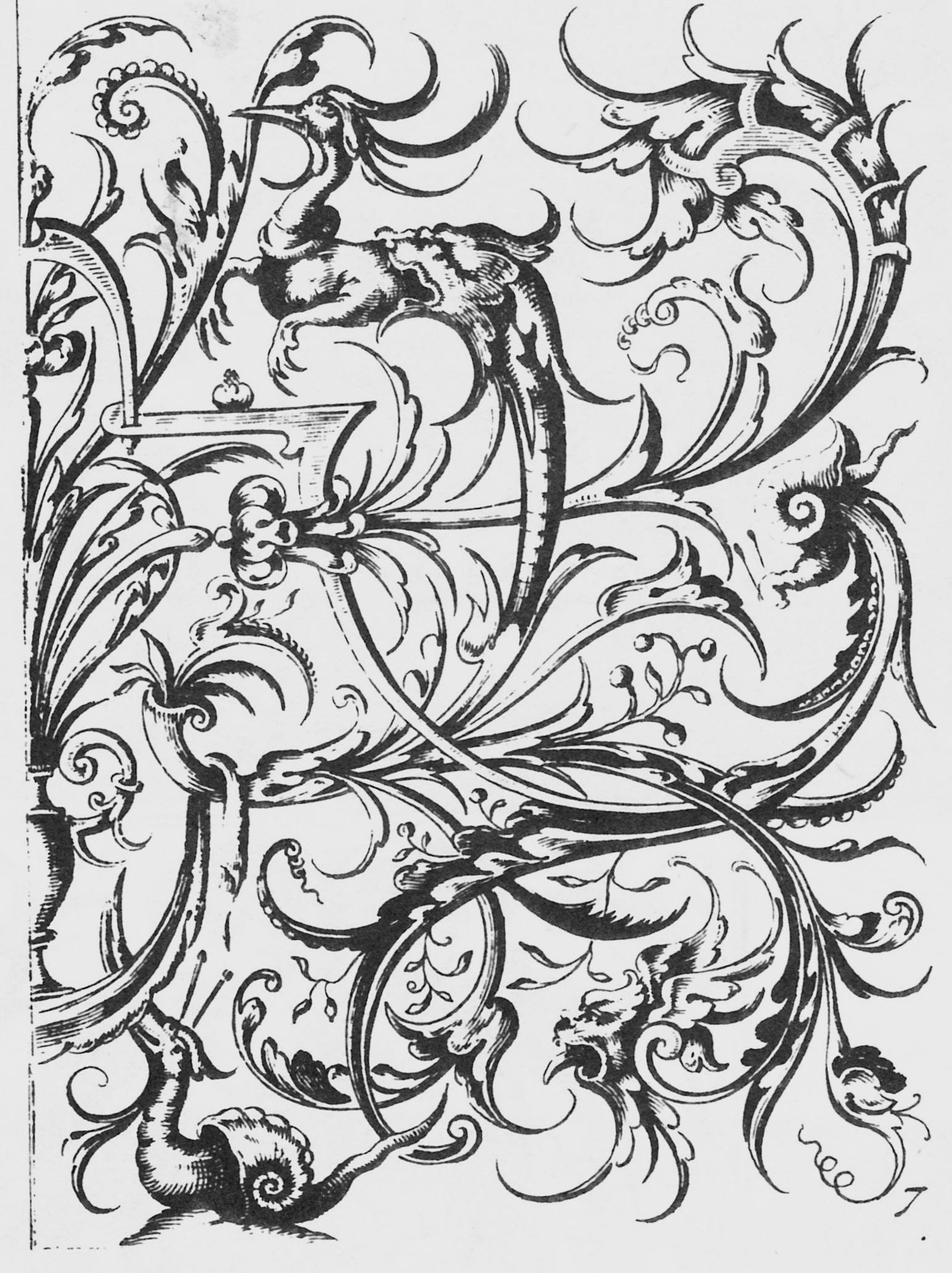
Groteske (Arabeske) von Nicasius Rousseel, 1623. Aus Warncke: Die Ornamentale Groteske in Deutschland, Abb. 268

Nicasius Rousseel, auch Roußeel, englisch Nicaise Russell (* 16. Jahrhundert in Brügge; † 11. März 1645 oder 1646 in London) war ein niederländischer Goldschmied, Juwelier und Kupferstecher in London.

## Leben
Rousseel verließ seine Heimat wohl aus religiösen Motiven wegen der Politik des Herzogs von Alba als Statthalter der Niederlande beim Niederländischen Aufstand und zog nach London. Über das Jahr seiner Ankunft dort gibt es zwei unterschiedliche Datierungen: 1567 oder 1573. Listen seiner Kirchengemeinde zufolge lebte er 1617 bereits seit 44 Jahren in London. wo er als Künstler vielfältig tätig wurde. Unter anderem arbeitete er für die Königsfamilie Jakobs I. Die königliche Schatzkammer verzeichnet im Jahr 1614 Vergütungen für „Russell“ und seinen Künstlerkollegen „Herriott“ (George Heriot), dem er zehn Jahre später sein bekanntestes Werk widmet.
Daten zu seinem familiären Leben stammen aus den Akten der Kirche Austin Friars, einer ehemaligen Augustiner-Eremitenkirche, die danach von der niederländischen Exulantengemeinde in London genutzt wurde. In dieser Kirche heiratete er 1590 seine „Landsmännin“ Jacomijnken Wils aus Mesen in Flandern. Ihre vier Kinder wurden in derselben Kirche getauft.
Die Rousseels wohnten in der Kirchengemeinde Blackfriars (einer ehemaligen Dominikanerkirche) in unmittelbarer Nachbarschaft des Porträtmalers Cornelis Janssen van Ceulen und der Wohnung des berühmten flämischen Malers Anthonis van Dyck, der dort ab 1620 mit Unterbrechungen wohnte. Im Dezember 1641 nahm Nicasius Roussel an den Feierlichkeiten der Beerdigung van Dycks in der St Paul’s Cathedral teil.
Inzwischen Witwer geworden, heiratete er am 27. November 1604 Clara, die Schwester des Malers Cornelis Janssen. Mit ihr hatte er weitere zehn Kinder. Mit ihren Söhnen Isaac, Theodore sowie dessen Sohn Anthony, die alle bekannte Maler wurden, begründeten sie eine Künstlerfamilie. Rousseel ging nicht mehr in seine Heimat zurück.
Die Rousseel zugeschriebenen Werke werden heute international in Museen außer in London u. a. in Manchester, Moskau und Amsterdam verwahrt.
Bekannt wurden Roesseels Grotesken, Ornamentstiche von 1623, die im Stile der Renaissance aus ornamentalen Pflanzen, Blüten und Fabeltieren gearbeitet sind. Sie erfuhren mehrmalige Nachdrucke innerhalb von sechzig Jahren.

## Werke
A) Zuschreibungen von Goldschmiedearbeiten:
Aus stilistischen Gründen werden ihm die Gravuren mehrerer Silbergefäße mit unterschiedlichen Meisterpunzen, zudem die Gravur des Messinggehäuses einer Uhr zugeschrieben, deren Fertigungen zwischen 1573/1574 (?) oder 1587 und 1608 liegt.
- Becher mit Deckel, hergestellt 1573/1574 (Manchester Art Gallery, Akzessionsnummer 1978.1)[8]
- Astronomische Uhr, hergestellt 1588, heute im Victoria and Albert Museum[9]
- Mostyn Flagon, hergestellt 1601 (Manchester Art Gallery, Akzessionsnummer 1956.257)[10]
- Zwei Krüge, die wohl 1615 als Gesandtschaftsgeschenke an den Zaren dienten, heute in der Rüstkammer des Moskauer Kremls[11]
- Zwei Krüge aus der Kirche St Mary Woolnoth in London, heute im Victoria and Albert Museum[12]

B) Gesicherte Aufträge durch die königliche Familie:
- Arbeiten als Juwelier für Königin Anna vor 1607[13]
- Für den Sohn des Königspaares Henry Frederick Stuart, Prince of Wales: Sieben Sockel aus Ebenholz mit männlichen Alabaster-Figuren 1613.[14]

C) Drucke:
- Groteskenfolgen im Kupferstich: Ornamentale Stücke im Stil der Renaissance, gestochen von Jean Bara, datiert London 1623. Die Widmung des Werkes an George Heriot lautet: De Grotesco perutilis  omnibus quibus pertinebit valde necessarius Liber: Per Nicasium Roussel ornatissimo generosissimo atq. variarum artium peritissimo viro: Domino G. Heriot. (Eine Schrift über Grotesken, sehr nützlich und äußerst notwendig für alle, die davon betroffen sein werden: Von Nicasius Rousseel für einen hochgeachteten, äußerst edelmütigen und extrem kundigen Mann etlicher verschiedenartiger Künste: den Herrn George Heriot.)[15]
- Nachstiche durch Giovanni Orlando Romano 1637 in Neapel[16]
- Nachdruck durch Claes Jansz. Visscher 1644.[17]
- Nochmals ca. 1680 vermutlich durch Nicolaes II Visscher veröffentlicht.[18]
- 1684 wurden sie in Holland ein weiteres Mal von J. de Ram publiziert, ohne den Namen des Graveurs.[19]